# Copa Roca
La Copa Roca fue un torneo amistoso entre las selecciones de Argentina y Brasil que debe su nombre al expresidente argentino Julio Argentino Roca.
Fue disputada 12 veces entre 1914 y 1971 reviviendo el clásico sudamericano.
El primer duelo fue para Brasil en Buenos Aires en 1914 y posteriormente se sucedieron varios picos de gloria para ambas selecciones.
La década de 1940 fue la de más duelos, incluyendo varias goleadas como el 5-1 propinado por Argentina a Brasil, sensación del mundial 1938, en Río de Janeiro.
También se recuerda el 6-1 y 5-1 para Argentina en 1940 y las goleadas de Brasil por marcadores de 6-2 en 1945 y 5-2 en 1963.
Se efectuaba un partido para su definición, aunque posteriormente se aumentó hasta 2 y 3 juegos en varias ediciones.
La edición de 1976 fue la última, hasta que se reanudó el torneo en 2011 con el nombre Superclásico de las Américas por acuerdo entre la AFA y la CBF, que acordaron que las selecciones nacionales solo podrían ser conformadas por jugadores que se desempeñen en las ligas argentina y brasileña.

## Historial
| Año       | Fecha                                   | Campeón                    | Resultados                                | Subcampeón                 | Ciudad                      |
| --------- | --------------------------------------- | -------------------------- | ----------------------------------------- | -------------------------- | --------------------------- |
| 1914      | 27/9/1914                               | Brasil                     | 1:0                                       | Argentina                  | Buenos Aires                |
| 1922      | 22/10/1922                              | Brasil                     | 2:1 (partido no oficial según FIFA y AFA) | Argentina                  | São Paulo                   |
| 1923      | 9/12/1923                               | Argentina                  | 2:0                                       | Brasil                     | Buenos Aires                |
| 1939-1940 | 15/1/1939 22/1/1939 18/2/1940 25/2/1940 | Argentina                  | 5:1 2:3 2:2 3:0                           | Brasil                     | Río de Janeiro São Paulo    |
| 1940      | 5/3/1940 10/3/1940 17/3/1940            | Argentina                  | 6:1 2:3 5:1                               | Brasil                     | Buenos Aires                |
| 1945      | 16/12/1945 20/12/1945 23/12/1945        | Brasil                     | 3:4 6:2 3:1                               | Argentina                  | São Paulo Río de Janeiro    |
| 1957      | 7/7/1957 10/7/1957                      | Brasil                     | 1:2 2:0                                   | Argentina                  | Río de Janeiro São Paulo    |
| 1960      | 26/5/1960 29/5/1960                     | Brasil                     | 2:4 4:1                                   | Argentina                  | Buenos Aires                |
| 1963      | 13/4/1963 16/4/1963                     | Brasil                     | 2:3 5:2                                   | Argentina                  | São Paulo Río de Janeiro    |
| 1971      | 28/7/1971 31/7/1971                     | 1:1 2:2 Argentina y Brasil | 1:1 2:2 Argentina y Brasil                | 1:1 2:2 Argentina y Brasil | Buenos Aires                |
| 1976      | 27/2/1976 19/5/1976                     | Brasil                     | 1:2 2:0                                   | Argentina                  | Buenos Aires Río de Janeiro |

## Palmarés
| Selección | Títulos | Subtítulos | Años Campeón                                   | Años Subcampeón                          |
| --------- | ------- | ---------- | ---------------------------------------------- | ---------------------------------------- |
| Brasil    | 8       | 3          | 1914, 1922, 1945, 1957, 1960, 1963, 1971, 1976 | 1923, 1939, 1940, 1940                   |
| Argentina | 4       | 7          | 1923, 1939, 1940, 1971                         | 1914, 1922, 1945, 1957, 1960, 1963, 1976 |

## Estadísticas
| Selección | Títulos | PJ | PG | PE | PP | GF | GC | Dif. |
| --------- | ------- | -- | -- | -- | -- | -- | -- | ---- |
| Brasil    | 8       | 23 | 10 | 3  | 10 | 52 | 48 | +4   |
| Argentina | 4       | 23 | 10 | 3  | 10 | 48 | 52 | -4   |

## Goleadores
| Año     | Equipo nacional      | Jugador            | Club                                 | Goles |
| ------- | -------------------- | ------------------ | ------------------------------------ | ----- |
| 1914*   | Bandera de Brasil    | Rubens Sales       | Club Athlético Paulistano            | 1     |
| 1922*   | Bandera de Brasil    | Alberto Gambarotta | Sport Club Corinthians Paulista      | 2     |
| 1923*   | Bandera de Argentina | Domingo Tarasconi  | Club Atlético Boca Juniors           | 1     |
| 1923*   | Bandera de Brasil    | Dino (gol contra)  | Clube de Regatas do Flamengo         | 1     |
| 1939/40 | Bandera de Brasil    | Leônidas da Silva  | Clube de Regatas do Flamengo         | 4     |
| 1940    | Bandera de Argentina | Emilio Baldonedo   | Club Atlético Huracán                | 5     |
| 1945    | Bandera de Brasil    | Ademir Menezes     | Club de Regatas Vasco da Gama        | 3     |
| 1957    | Bandera de Brasil    | Pelé               | Santos Futebol Clube                 | 2     |
| 1960    | Bandera de Brasil    | Delém              | Club de Regatas Vasco da Gama        | 3     |
| 1963    | Bandera de Brasil    | Pelé               | Santos Futebol Clube                 | 3     |
| 1971    | Bandera de Brasil    | Paulo Cézar Caju   | Botafogo de Futebol e Regatas        | 2     |
| 1971    | Bandera de Argentina | Rodolfo Fischer    | Club Atlético San Lorenzo de Almagro | 2     |
| 1976    | Bandera de Brasil    | Lula               | Sport Club Internacional             | 2     |

* Ediciones jugadas en un solo partido.

## Asistentes
| Año     | Equipo nacional      | Jugador               | Club                                   | Asistencias |
| ------- | -------------------- | --------------------- | -------------------------------------- | ----------- |
| 1922*   | Bandera de Brasil    | Brasileiro            | Minas Gerais Futebol Clube             | 2           |
| 1923*   | Bandera de Argentina | Cesáreo Onzari        | Club Atlético Huracán                  | 1           |
| 1939-40 | Bandera de Argentina | Antonio Sastre        | Club Atlético Independiente            | 2           |
| 1939-40 | Bandera de Argentina | Enrique García        | Racing Club                            | 2           |
| 1939-40 | Bandera de Argentina | Carlos Peucelle       | Club Atlético River Plate              | 2           |
| 1940    | Bandera de Argentina | Antonio Sastre        | Club Atlético Independiente            | 3           |
| 1940    | Bandera de Argentina | Enrique García        | Racing Club                            | 3           |
| 1945    | Bandera de Brasil    | Ademir Menezes        | Club de Regatas Vasco da Gama          | 3           |
| 1957    | Bandera de Argentina | José Herrera          | Club Atlético San Lorenzo de Almagro   | 1           |
| 1957    | Bandera de Argentina | Antonio Garabal       | Club Deportivo Español de Buenos Aires | 1           |
| 1957    | Bandera de Brasil    | Tite                  | Santos Futebol Clube                   | 1           |
| 1957    | Bandera de Brasil    | José João Altafini    | Sociedade Esportiva Palmeiras          | 1           |
| 1960    | Bandera de Argentina | Martín Pando          | Asociación Atlética Argentinos Juniors | 2           |
| 1963    | Bandera de Brasil    | Pelé                  | Santos Futebol Clube                   | 2           |
| 1963    | Bandera de Argentina | Ernesto Juárez        | Club Atlético Huracán                  | 2           |
| 1971    | Bandera de Argentina | Miguel Ángel Brindisi | Club Atlético Huracán                  | 2           |
| 1976    | Bandera de Brasil    | Marinho Chagas        | Botafogo de Futebol e Regatas          | 1           |
| 1976    | Bandera de Brasil    | Orlando Lelé          | America Football Club (Rio de Janeiro) | 1           |